# احیاءگری (معماری)

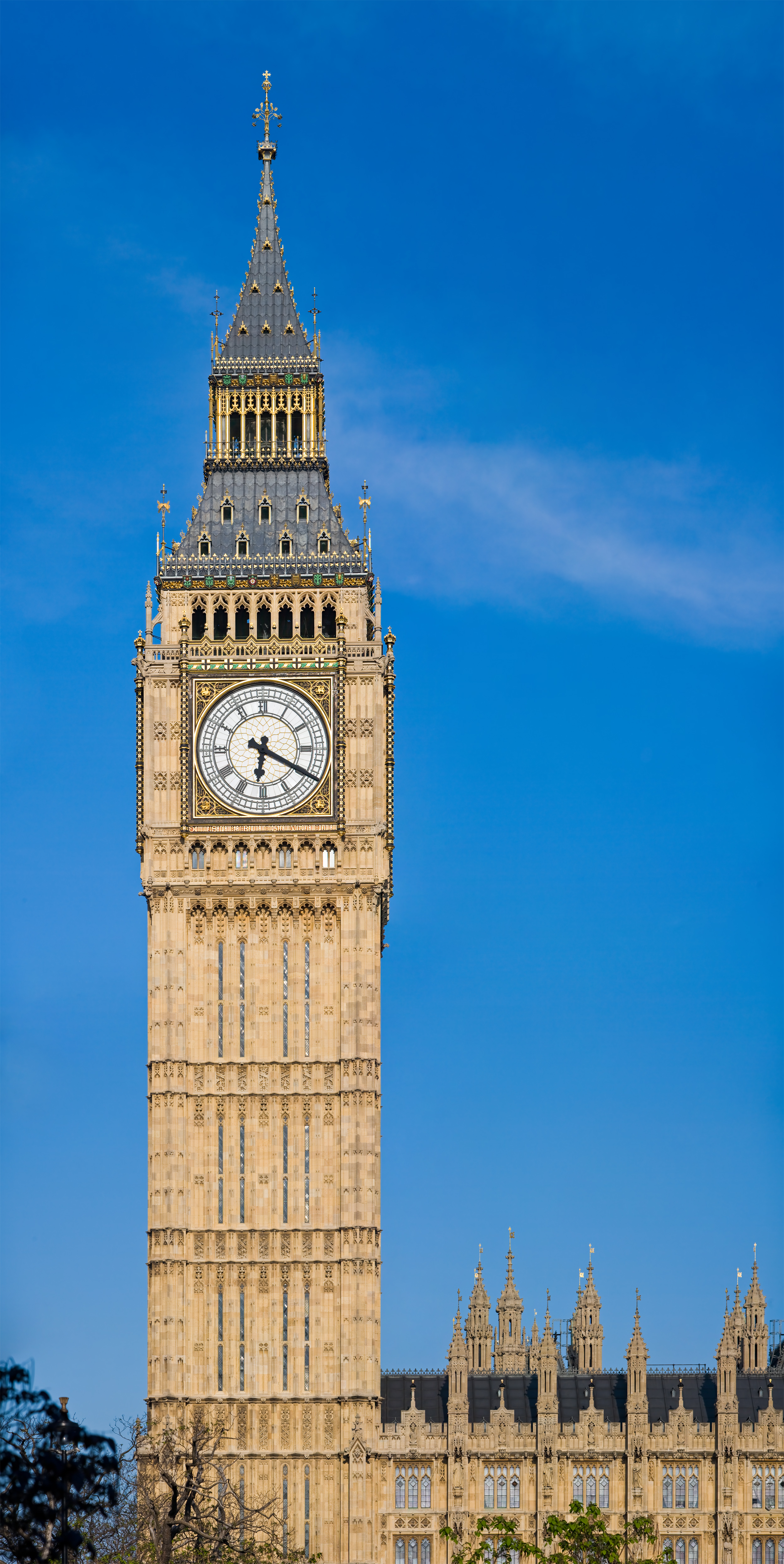
یکی از معروف‌ترین سازه‌های احیاء گوتیک، برج الیزابت در کاخ وست‌مینستر لندن قرار دارد

احیاءگری (انگلیسی: Revivalism) یا باز-زنده‌سازی در معماری استفاده از سبک‌های بصری است که آگاهانه سبک یک دورهٔ معماری پیشین را منعکس می‌کند. معروف‌ترین آن‌ها نئوکلاسیک (احیای معماری یونانی-رومی) و نئوگوتیک (احیاء گوتیک) هستند.
در کشورهای انگلیسی زبان، دورهٔ تاریخ‌گرایی که بیشتر سبک‌های احیای معماری را در بر می‌گیرد، به عنوان معماری ویکتوریایی شناخته می‌شود.